# Ducetia parva
Ducetia parva är en insektsart som beskrevs av David R. Ragge 1961. Ducetia parva ingår i släktet Ducetia och familjen vårtbitare. Inga underarter finns listade i Catalogue of Life.